# Galggraben
Der Galggraben ist ein über 1,5 km langer Entwässerungsgraben in der Braunschweiger Nordstadt, der überwiegend kanalisiert ist und nach einem unterirdischen Teilstück am Schwarzen Berg in den Ölpersee mündet.

## Verlauf
Der Beginn des Galggrabens ist auf dem Gelände der ehemaligen Schmalbach-Werke verzeichnet. Er verläuft rückseitig der an der Oker gelegenen Kleingärten überwiegend Richtung Norden. Nach etwa einhundert Metern wird er vom Damm der Autobahn A 392 überquert. Auf Höhe des Schützenhauses ist er verrohrt und tritt zwischen Uferstraße und Festplatz bzw. bei der „Wasserwelt“ wieder zutage und erreicht die Grundstücke der Straße Am Galggraben. Dort mündet von rechts ein Graben aus dem Gebiet des Alten Jüdischen Friedhofs.
Am Schwarzen Berg wendet er sich nach Westen. An der Überquerung durch einen Gehweg, der die Straße Heimgarten in den Grünbereich des Ölpersees fortsetzt, nimmt eine Rohrleitung das Gewässer auf und führt es an der Nordseite des Sees bis zum ehemaligen Verlauf der Oker. Auf Höhe der Straße Weidengrund mündet der Galggraben in den See.

## Historischer Verlauf
Auf historischen Karten reicht der Graben stromaufwärts bis in das Gebiet des Wendentors, also linksseitig der Handelsstraße, die heute durch die Mühlenpfordtstraße und Hamburger Straße dargestellt wird, und hat zwei Arme, die in die Oker münden.
In dem Stadtplan von 1775 nach Friedrich Knoll heißt das Flurstück westlich der Hamburger Straße bis zum Galggraben Galgenkamp, der nach Süden von der Straße Hasenwinkel begrenzt wurde und ungefähr die später bebauten Gebiete an der Reiherstraße und der Karl-Schmidt-Straße umfasste. Die Flur links des Grabens bis zur Oker wird flussabwärts bis nach Ölper als Wendenmasch bezeichnet, woran die heutige Wendenmaschstraße erinnert. Hier sind heute Feuerwehr und Heizkraftwerk angesiedelt. Auch auf der linken Okerseite südlich der Flur Bei dem Gerichte westlich vom Eichtal gab es den Flurnamen Galgenkamp, der offensichtlich in Zusammenhang mit dem früher dort vorhandenen Hohen Gericht der Stadt Braunschweig stand.

## Gewässerqualität
Der Graben wurde 2011 vom Institut für Geoökologie der TU Braunschweig im Auftrag der Stadtentwässerung Braunschweig auf einer Länge von 1510 Metern untersucht. In seinen verrohrten Abschnitten ist die ökologische Qualität sehr schlecht, ansonsten durch die Randbefestigung mit Betonplatten und die parkähnliche Pflege des Randbereichs eher mangelhaft. Dies entspricht einer Strukturgüte zwischen mäßig und unbefriedigend.